# Eastern Promises
Eastern Promises is een Britse/Amerikaanse/Canadese film uit 2007 geregisseerd door David Cronenberg. De productie won twintig filmprijzen en werd genomineerd voor onder meer een Oscar, twee BAFTA Awards en drie Golden Globes.

## Verhaal
Vroedvrouw Anna Khitrova (Naomi Watts) vangt een zwangere Oekraïense vrouw op die zich bloedend meldt in het ziekenhuis en vervolgens het bewustzijn verliest. Ze kan het kind redden, maar de moeder overlijdt zonder nog bij kennis te komen. Khitrova neemt het in het Cyrillisch schrift geschreven dagboek van de vrouw mee naar huis om zodoende te proberen achter haar identiteit en daarmee die van de familie van de baby te komen. Ze hoopt dat de Russische vriend van haar moeder, Stepan, (Jerzy Skolimowski) kan helpen.
Het meisje blijkt Tatiana te hebben geheten. Khitrova vindt een aanwijzing dat ze werkte in het restaurant van Semyon (Armin Mueller-Stahl) en gaat navragen of hij iets van haar weet. Ze heeft in eerste instantie niet door dat ze daarmee rechtstreeks in de klauwen loopt van de Vory v Zakone, de Russische maffia. Nadat ze Semyon op de hoogte heeft gebracht van het bestaan van het dagboek, stuurt hij regelmatig Nikolai Luzhin (Viggo Mortensen) bij haar langs, de 'klusjesman' van zijn zoon Kirill (Vincent Cassel). Hoewel ogenschijnlijk gewetenloos, blijkt deze bij tijd en wijle zonder medeweten van zijn meerderen geweld en doodslag te mijden vanwege een geheime eigen agenda.

## Rolverdeling
- Viggo Mortensen - Nikolai Luzhin
- Naomi Watts - Anna Khitrova
- Vincent Cassel - Kirill
- Armin Mueller-Stahl - Semyon
- Sinéad Cusack - Helen
- Donald Sumpter - Yuri
- Jerzy Skolimowski - Stepan
- Tatiana Maslany - Tatiana (stem)

## Prijzen
- Academy of Science Fiction, Fantasy & Horror Films - Saturn Award voor beste internationale film
- British Independent Film Awards - beste acteur (Mortensen)
- Directors Guild of Canada - beste geluidsmontage
- Fotogramas de Plata - beste internationale film
- Genie Awards - beste cinematografie, beste montage, beste originele filmmuziek, beste geluid, beste geluidsmontage, beste screenplay en beste mannelijk bijrol (Mueller-Stahl)
- Sant Jordi Awards - beste buitenlandse acteur (Mortensen) en beste film
- Satellite Awards - beste acteur (Mortensen)
- Toronto Film Critics Association Awards - beste acteur (Mortensen)
- Toronto International Film Festival - People's Choice Award (Cronenberg)
- Vancouver Film Critics Circle - beste acteur in een Canadese film (Mortensen), beste Canadese film, beste regisseur van een Canadese film (Cronenberg)